# منشور امپراتوری بونجی
منشور امپراتوری بونجی (به ژاپنی: 文治の勅許 ぶんじのちょっきょ)، یک منشور امپراتوری است که در ۲۸ نوامبر ۱۱۸۵ (۲۱ دسامبر ۱۱۸۵) به میناموتو نو یوریتومو اعطا شد تا مجوز تأسیس، انتصاب و برکناری پست‌های شوگو و جیتو (ژاپن) (地頭 رئیس زمین) در استان‌های مختلف را صادر کند.